# Liste der Kulturdenkmäler in Gotthards
Die folgende Liste enthält die in der Denkmaltopographie ausgewiesenen Kulturdenkmäler auf dem Gebiet des Ortsteils Gotthards der Gemeinde Nüsttal, Landkreis Fulda, Hessen.
Hinweis: Die Reihenfolge der Denkmäler in dieser Liste orientiert sich an der Anschrift, alternativ ist sie auch nach der Bezeichnung, der vom Landesamt für Denkmalpflege vergebenen Nummer oder der Bauzeit sortierbar.
Kulturdenkmäler werden fortlaufend im Denkmalverzeichnis des Landes Hessen durch das Landesamt für Denkmalpflege Hessen auf Basis des Hessischen Denkmalschutzgesetzes (HDSchG) geführt. Die Schutzwürdigkeit eines Kulturdenkmals hängt nicht von der Eintragung in das Denkmalverzeichnis des Landes Hessen oder der Veröffentlichung in der Denkmaltopographie ab.

Das Vorhandensein oder Fehlen eines Objekts in dieser Liste ist keine rechtsverbindliche Auskunft darüber, ob es Kulturdenkmal ist oder nicht: Diese Liste entspricht möglicherweise nicht dem aktuellen Stand der offiziellen Denkmaltopographie. Diese ist für Hessen in den entsprechenden Bänden der Denkmaltopographie Bundesrepublik Deutschland und im Internet unter DenkXweb – Kulturdenkmäler in Hessen einsehbar. Auch diese Quellen sind, obwohl sie durch das Landesamt für Denkmalpflege Hessen aktualisiert werden, nicht immer aktuell, da es im Denkmalbestand immer wieder Änderungen gibt.
Eine verbindliche Auskunft erteilt allein das Landesamt für Denkmalpflege Hessen.
Nutze diese Kartenansicht, um Koordinaten in der Liste zu setzen. In dieser Kartenansicht sind Kulturdenkmale ohne Koordinaten mit einem roten bzw. orangen Marker dargestellt und können in der Karte gesetzt werden. Kulturdenkmale ohne Bild sind mit einem blauen bzw. roten Marker gekennzeichnet, Kulturdenkmale mit Bild mit einem grünen bzw. orangen Marker.
| Bild            | Bezeichnung            | Lage | Beschreibung                                                                                                 | Bauzeit                             | Objekt-Nr. |
| --------------- | ---------------------- | --- | --- | ----------------------------------- | ---------- |
| Bild gesucht BW | Grenzstein             | Am großen Stein; An der Gemarkungsgrenze zu Thüringen auf einer Anhöhe an der Straße in Richtung Ketten stehender Grenzstein. LageFlur: 7, Flurstück: 4/1 | |                                     | 37196 DDB  |
| Bild gesucht BW | Bildstock              | Am Striekfeld LageFlur: 11, Flurstück: 15 | | 1870, 1986 restauriert.             | 37197 DDB  |
| Bild gesucht BW | Wegekreuz              | Aue LageFlur: 1, Flurstück: 25 | Steinkruzifix                                                                                                | 1882                                | 37199 DDB  |
| Bild gesucht BW | Bildstock              | Auf der Gemeinde (oberhalb des Weilers Wallings) LageFlur: 10, Flurstück: 48                                                                              | | 1852                                | 37200 DDB  |
| Bild gesucht BW | Wegekreuz              | Galantistannen LageFlur: 7, Flurstück: 41/1 | Steinkruzifix                                                                                                | 1874                                | 95202 DDB  |
| Bild gesucht BW | Friedhofskreuz         | Im Kreuzfeld LageFlur: 11, Flurstück: 31 | Hochkreuz | 1825, bezeichnet.                   | 37198 DDB  |
| Bild gesucht BW | Bildstock              | Kermes 9 (im Weiler Kermes) LageFlur: 1, Flurstück: 20 | | 1859, bezeichnet.                   | 37201 DDB  |
| Bild gesucht BW | Wegekreuz              | Rollgasse 13 LageFlur: 16, Flurstück: 26/7 | Steinkruzifix                                                                                                | 1819, bezeichnet.                   | 37195 DDB  |
| Bild gesucht BW | Wohnhaus               | Schwarzbacher Straße 8 LageFlur: 16, Flurstück: 20 | Zweistöckiges verputztes Wohnhaus mit Satteldach und Zwerchhaus.                                             | Vor 1850                            | 37189 DDB  |
| Bild gesucht BW | Fachwerkhaus           | Schwarzbacher Straße 14 LageFlur: 16, Flurstück: 24/2 | | Nach 1750 vermutet.                 | 37190 DDB  |
| Bild gesucht BW | Katholische Kirche     | Schwarzbacher Straße 16 LageFlur: 16, Flurstück: 23 | Spätmittelalterlicher Vorgängerbau, schlichter zweiachsige Rechteckbau in zurückhaltend neugotischen Formen. | 1888                                | 37191 DDB  |
| Bild gesucht BW | Mauerring um Dorflinde | Schwarzbacher Straße 16 LageFlur: 16, Flurstück: 22/2 | Sandsteinmauer in zwei lagen um die Dorflinde errichtet.                                                     |                                     | 641395 DDB |
| Bild gesucht BW | Fachwerkhaus           | Schwarzbacher Straße 18 LageFlur: 16, Flurstück: 38 | Zweistöckiges giebelständiges Fachwerkhaus auf mittelhohem Quadersockel.                                     | Noch im 18. Jahrhundert (Wohnhaus). | 37192 DDB  |
| Bild gesucht BW | Heiliger Josef         | Steinhauck 12 LageFlur: 10, Flurstück: 1 | Steinfigur des Heiligen Josef.                                                                               | 1886, bezeichnet.                   | 37194 DDB  |